# Tusor János
Tusor János (Hatvan, 1920 – 2006) mozdonyvezető, 1975-ben megkapta a Magyar Népköztársaság Állami Díjának II. fokozatát „az üzembiztonság és menetrendszerű közlekedés fejlesztésében több mint három évtizeden át végzett mozdonyvezetői munkájáért”.
Ötször nyerte el a Kiváló Dolgozó kitüntető címet (1958, 1960, 1965, 1968, 1972).

## Pályája
A nyolc elemi elvégzése után a hatvani téglagyárban rakodóként, majd a cukorgyárban kazánszerelőként dolgozott. 1937-től három éven át géplakatosinas volt a nagygombosi Hatvany-majorban. 1940 novemberétől a hatvani fűtőház alkalmazta, ahol előbb segédként dolgozott, majd egy évvel később felvették a karbantartóműhelybe, ahol gőzmozdonyok javításával foglalkozott. Közben továbbtanult, de a négy polgáriból csak három osztályt végezhetett el, 1942-ben behívták katonának.
A háború alatt tiszti tanfolyamot végzett, majd tüzér műmesternek nevezték ki. Egy hadgyakorlaton megsérült, megégett az arca, szemei megsérültek, három hónapig nem látott. 1945 májusától újra a hatvani fűtőház műhelyében dolgozott, részt vett Hatvan állomás helyreállítási munkáiban.
Folytatta félbemaradt tanulmányait, a negyedik évfolyam elvégzése után – 1946 decemberében – jelentkezett gőzmozdonyvezető-tanulónak. Pestre osztották be, kezdetben másodfűtő volt egy állomási tartalék 326-os mozdonyon. Három hónap után fűtőként szolgált egy tehervonat csehszlovák 410-es mozdonyán, majd személyvonatra került.
1948 januárjától Miskolc-Gömöri vasútállomáson öt hónapos elméleti és egy hónap gyakorlati gőzmozdonyvezető-képzésen vett részt. A vizsgát az Északi fűtőházban, illetve a Budapest–Vác-vasútvonalon tette le. 1948 őszén első útján a 411.391 pályaszámú gőzmozdonyt vezette Hatvan állomás és Ferencváros vasútállomás között. 1961-ben vezetett utoljára gőzmozdonyt.
1952-ben átkerült a Keleti fűtőházba (Budapest-Keleti Pályaudvar Vontatási Főnökség), itt villamosmozdony-vezetői képesítést szerzett. 1964-ben a Ganz–MÁVAG-ban összeszerelt V43-as mozdonyok próbafutását végezte.
1975 tavaszán megkapta a Magyar Népköztársaság Állami Díja II. fokozatát, „az üzembiztonság és menetrendszerű közlekedés fejlesztésében több mint három évtizeden át végzett mozdonyvezetői munkájáért”. Ötször nyerte el a kiváló dolgozó kitüntető címet (1958, 1960, 1965, 1968, 1972).
1975. július 28-án vonult nyugdíjba.

## Családja
Háromszor nősült. Első felesége tüdővészben halt meg, a házasságkötésüket követő második évben. Második felesége – és születendő gyermeke – 1945 januárjában belehalt a szülésbe.
Tusor 1946-ban újra nősült, családjával Öreg-Hatvanban élt. Lányuk üzemorvos a Nyugati pályaudvaron, fiuk állattenyésztési szakágvezető.